# Sant Medir del Pla
Sant Medir del Pla és una església de Sant Martí de Llémena (Gironès) inclosa a l'Inventari del Patrimoni Arquitectònic de Catalunya.

## Descripció
Capella d'una nau coberta amb volta de canó amb absis semicircular i campanar d'espadanya damunt la porta principal, semidovellada. La façana lateral dreta presenta finestra de doble esqueixada i espitllera. Davant la porta d'entrada hi ha les restes de parets d'una galilea, ara sense coberta i embardissada.

## Història
Ha estat restaurada pel Departament de Cultura de la Generalitat de Catalunya.
Havia estat magatzem de la masia propera de Cal Pobre.